# La Tontouta nemzetközi repülőtér
A La Tontouta nemzetközi repülőtér (IATA: NOU, ICAO: NWWW) egy nemzetközi repülőtér Franciaország tengeren túli területén, Új-Kaledóniában, Nouméa közelében.  Éves utasforgalma 320 333 fő (2022).

## Kifutók
A repülőtér futópályái:
- 11/29 (3250 m, 45 m, aszfalt)

## Forgalom
Az utasforgalom az elmúlt években az alábbi módon változott:
| Utasok száma | 91 198 | 176 803 | 252 973 | 259 000 | 284 000 | 342 000 | 407 835 | 477 744 | 514 444 | 320 333 |
|              | 1970   | 1976    | 1982    | 1987    | 1993    | 1999    | 2005    | 2010    | 2016    | 2022    |